# خانه شهدادی
خانه شهدادی یک اثر تاریخی خوسف در استان خراسان جنوبی است. با توجه به بررسی‌های معماری و تاریخی، قدمت این اثر متعلق به دوره قاجاریه است.
خانه شهدادی در روستای کوشه سفلی در فاصله ۳ کیلومتری شهر خوسف و در فاصله ۳۴ کیلومتری مرکز استان (بیرجند) واقع شده است.
این بنا دارای فضاهای، چون هشتی، ایوان‌هایی در دو سوی حیاط است و دالانی در این بنا وجود دارد که دستگاه پارچه بافی که حرفه بسیاری از مردم منطقه بوده در آن قرار گرفته‌است. در یکی از اتاق‌های این خانه بخاری دیواری با تزئینات زیبای گچی و بادگیر وجود دارد.
خانه تاریخی شهدادی به شماره ۳۲۷۵۸ مورخ ۹۸/۷/۲۲در فهرست آثار ملی ایران ثبت شده‌ است.